# WRC 3: FIA World Rally Championship
A WRC 3: FIA World Rally Championship a 2012-es rali-világbajnokság hivatalos videójátéka, melyet a Milestone fejlesztett és a Black Bean Games jelentett meg 2012. október 12-én PlayStation 3, PlayStation Vita és Xbox 360 játékkonzolokra, illetve Microsoft Windows operációs rendszerre, ezek mellett a játék megtalálható az OnLive felhő alapú játékplatform kínálatában is.